# کازویوشی هوشینو
کازویوشی هوشینو (انگلیسی: Kazuyoshi Hoshino؛ زاده ۱ ژوئیهٔ ۱۹۴۷) اتوموبیل‌ران فرمول ۱ اهل ژاپن است.